# بخش بووه
بخش بووه (به فرانسوی: Arrondissement de Beauvais) یک بخش در فرانسه است که در اوآز واقع شده‌است.